# José Silvério de Oliveira
José Silvério de Oliveira, conhecido como Tio Jeca (Guarapuava, 21 de março de 1888 — Cascavel,  31 de dezembro de 1966) foi um colonizador e político brasileiro.

## Biografia
Filho de comerciantes, Manuel Silvério e Maria Francisca de Araújo, o fundador da Encruzilhada, mais tarde Aparecida dos Portos e, em seguida, Cascavel.
À época de seu nascimento, o município de Guarapuava abrangia vastíssima área do interior paranaense, incluindo a região hoje situada no triângulo do Oeste: Cascavel–Foz do Iguaçu–Guaíra.
Era conhecido pelos seus contemporâneos como Nhô Jeca (só em Cascavel passou a ser chamado por Tio Jeca, a partir de Celso Formighieri Sperança), herdou dos pais as características de homem de comércio.
Com seu espírito de liderança, reuniu à sua volta parentes e amigos que o auxiliavam nas primeiras décadas do século em atividades comerciais diversas, como a manutenção de um bar e armazém na localidade de Pouso Alegre, em Catanduvas, limpeza de ervais, criação de suínos, lavoura - principalmente de milho - e mais tarde o corte e beneficiamento de madeira.
Casado com dona Olímpia do Amaral de Oliveira, teve os filhos Duílio, Dorival, Dilair, Sílvia e Dinorah.
José Silvério de Oliveira foi sem dúvida a figura mais singular que Cascavel conheceu. Político do extinto PSD, demonstrava com seu esforço e trabalho a vontade de ver Cascavel desenvolver-se. Quando éramos Distrito de Foz do Iguaçu, Tio Jeca, como sub-prefeito administrava Cascavel, era a quem todos procuravam pelo cargo que exercia. Naturalmente que as condições de atendimento eram difíceis e Tio Jeca sentia-se em inúmeras dificuldades apesar de sua boa vontade, coração generoso que a todos atendia com atenção. (DÉRCIO GALAFASSI, depoimento).
José Silvério de Oliveira, antes de se estabelecer em Cascavel, jamais permanecera por muito tempo em algum determinado lugar. Residiu em Candói, Guarapuava, Porto de Santa Maria, Pouso Alegre (Catanduvas), Mangueirinha e Foz do Iguaçu.
Silvério morreu tendo em seu currículo político a obtenção da primeira escola (1932), o distrito policial (1934), a criação do distrito (1934), a criação do cartório civil, o aeroporto e o distrito administrativo (1938).
As demais conquistas de Cascavel, antes e depois, contaram igualmente com sua participação, como a criação do município, em 1951.